# Faro Querandí

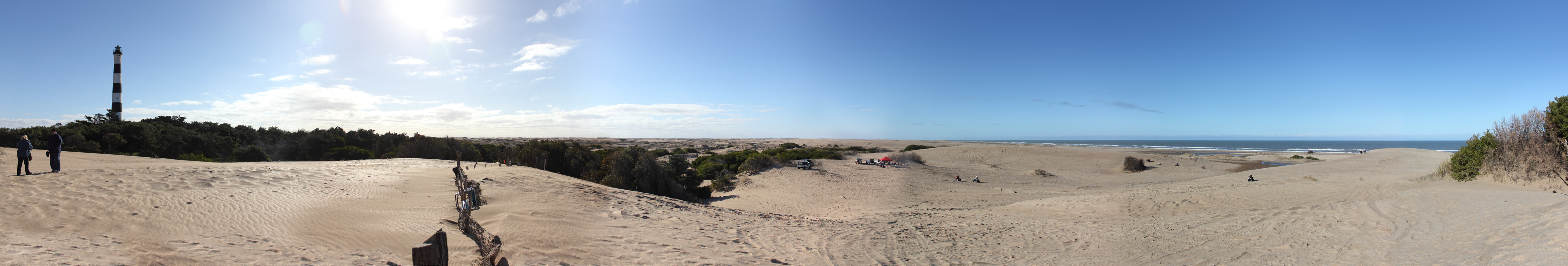
Vista panorámica de la Reserva Dunícola Faro Querandí.

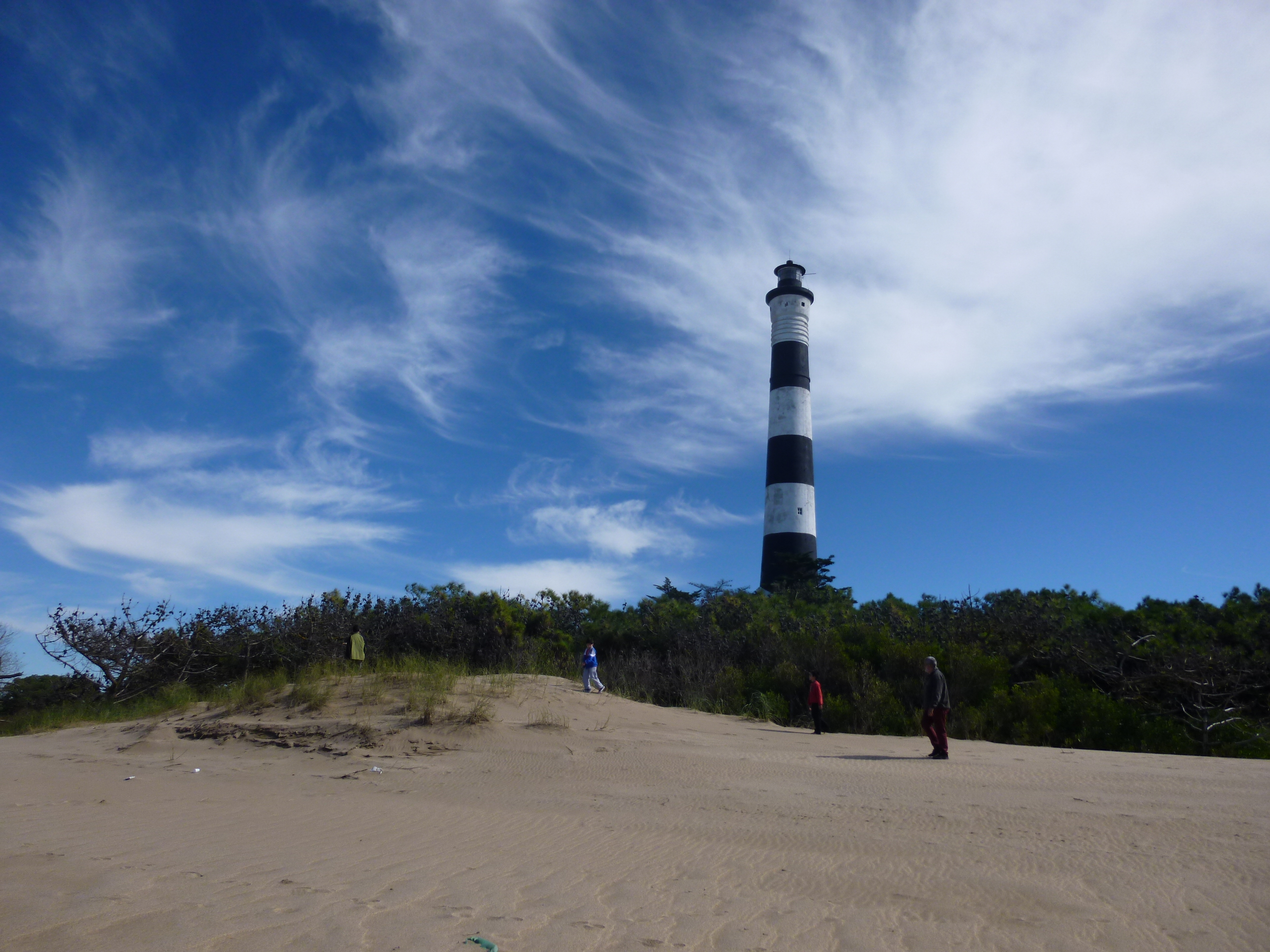
Vista del Faro Querandí

El Faro Querandí es un faro habitado de la Armada Argentina que se encuentra a 30 km de la ciudad de Villa Gesell, en el Partido de Villa Gesell en la Provincia de Buenos Aires, Argentina.
El faro toma el nombre de la punta homónima, que a su vez recuerda a los aborígenes querandíes que vivían en la región del Río de la Plata.
El faro consiste en una torre troncocónica de mampostería y una garita superior con seis franjas horizontales negras y cinco blancas. Tiene una altura de 54 metros, por lo que, junto al Faro Claromecó, es el segundo faro en altura de la costa argentina, sólo superado por el de Recalada a Bahía Blanca. La elevación total sobre el nivel del mar es de 65 metros. Cuenta con una escalera de caracol de 276 escalones y un equipo de emergencia a gas con alcance reducido.
Fue la primera construcción erigida en el actual partido de Villa Gesell entre 1921 y 1922. En el año 1916 se había instalado en el mismo lugar la baliza homónima, que fue luego reemplazada por el Faro, el cual fue librado a servicio el día 27 de octubre de 1922. El motivo de su construcción fue dar al navegante un punto geográfico de referencia en tierra para la navegación costera. Este faro puede localizarse a una distancia de 18,1 millas náuticas de la costa. En la época de construcción el paisaje era solo de dunas vírgenes, actualmente está rodeado por un bosque de coníferas de 4 hectáreas, los que fueron plantados para proteger la estructura de la torre de las inclemencias del viento.
El faro constituye el límite sur de la Reserva dunícola Municipal Faro Querandí, la cual es un área de protección del ecosistema dunícola argentino.